# 체코 사회민주당
체코 사회민주당(-- 社會民主黨, 체코어: Česká strana sociálně demokratická)은 체코의 사회민주주의 정당이다. 1920년 총선거에서 74석의 의석을 얻은 것을 시초로, 현재 체코의 중도좌파를 대표하는 정당으로 꼽힌다. 1990년 체코의 민주화 이후 1998년에서 2006년까지, 2013년부터 현재까지 집권 여당을 맡았다. 현재는 ANO 2011, 보헤미아 모라바 공산당과 연립내각을 구성하고 있다. 현재 체코의 대통령인 밀로시 제만이 이 정당 출신인 것으로도 알려져 있다.

## 로고

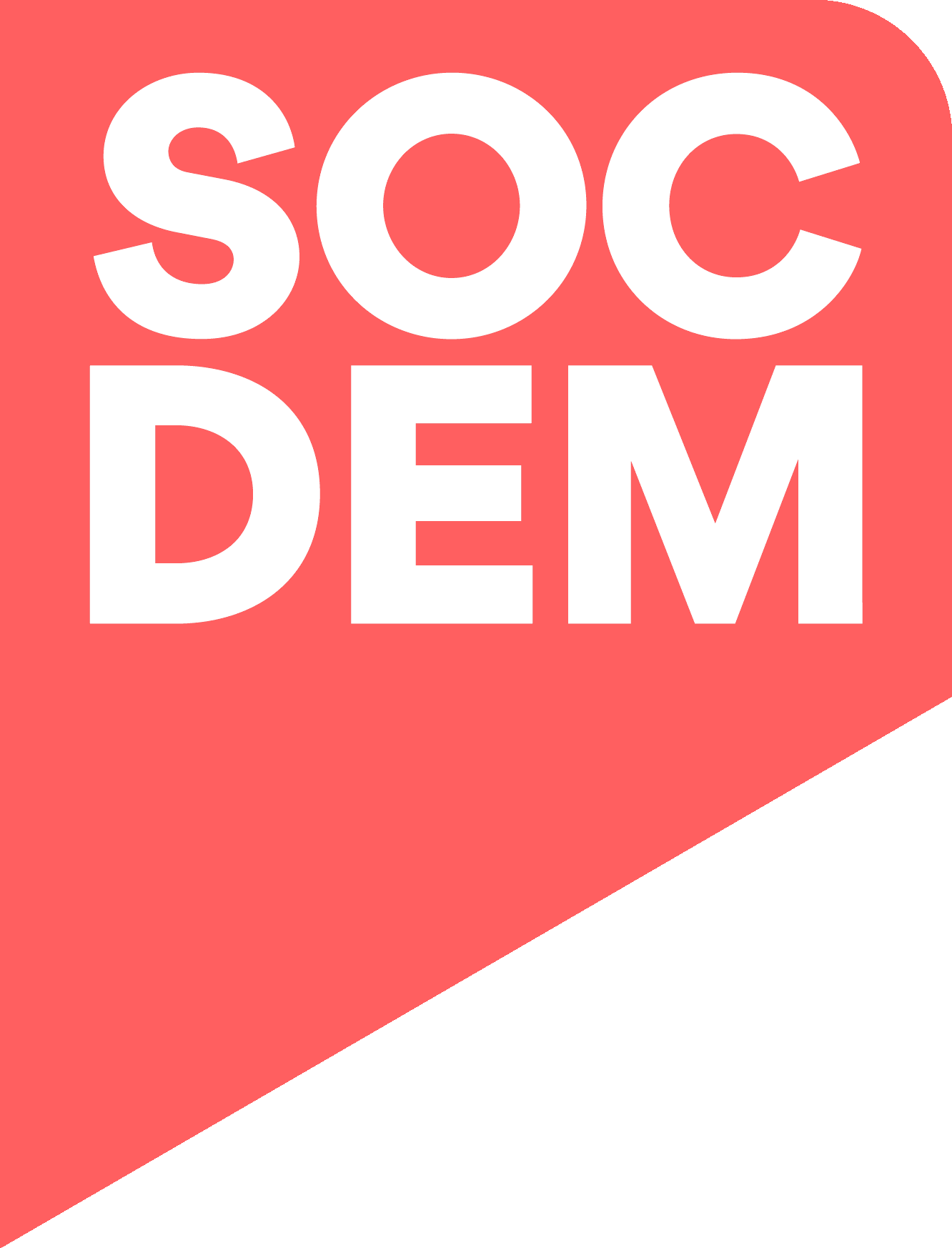
2023년-현재